# Калкенберг, Эмили
Эмили Огхейм Калкенберг (норв. Emilie Ågheim Kalkenberg; род. 6 июля 1997, Му-и-Рана, Нурланн) — норвежская биатлонистка. Бронзовый призёр чемпионата Европы 2018 года в смешанной эстафете, двукратный призёр юниорского чемпионата мира 2016 года.

## Спортивная карьера
Первыми международными стартами в карьере норвежской спортсменки стали гонки на чемпионате мира среди юниоров 2016 года, прошедшем в румынском Чейле-Градистей. В спринте среди девушек до 19 лет Калкенберг завоевала серебряную медаль, уступив лишь соотечественнице Каролин Эрдаль, а в составе норвежской сборной завоевала «бронзу» в эстафете.
В 2017 году биатлонистка дебютировала на Кубке IBU, а также приняла участие в юниорском чемпионате мира, однако не смогла показать высоких результатов в этих гонках. В декабре того же года на этапе Кубка IBU в Обертиллиахе она впервые в своей карьере поднялась на подиум соревнований среди взрослых — команда в составе Эмили Калкенберг, Каролин Кноттен, Ветле Шостада Кристиансена и Вегарда Ермуннсхёуга одержала победу в смешанной эстафете.
В январе 2018 года Калкенберг дебютировала в Кубке мира, однако, показав 69 место в спринтерской гонке в Оберхофе, не смогла отобраться в гонку преследования. В конце января приняла участие в чемпионате Европы в Валь-Риданне: в индивидуальных гонках не смогла подняться выше 8 места, а в составе сборной Норвегии завоевала «бронзу» в смешанной эстафете.
Наиболее высокие результаты в Кубке мира Эмили Калкенберг показала феврале 2019 года в канадском Кэнморе: в индивидуальной гонке на 12,5 км она заняла 21 место, а в составе женской норвежской команды завоевала «серебро» в эстафете.

## Результаты

### Участие в Олимпийских играх
| Год  | Место проведения | Инд | Спр | Пр | МС | Эст | См |
| 2022 | Пекин            | 38  | —   | —  | —  | —   | —  |

## Выступления в Кубке мира
| 2021/2022 Итоги | 2021/2022 Итоги | Эстерсунд | Эстерсунд | Эстерсунд | Эстерсунд | Эстерсунд | Хохфильцен | Хохфильцен | Хохфильцен | Анси | Анси | Анси | Оберхоф | Оберхоф | Оберхоф | Оберхоф | Рупольдинг | Рупольдинг | Рупольдинг | Антхольц | Антхольц | Антхольц | ОИ Пекин (*) | ОИ Пекин (*) | ОИ Пекин (*) | ОИ Пекин (*) | ОИ Пекин (*) | ОИ Пекин (*) | Контиолахти | Контиолахти | Контиолахти | Отепя | Отепя | Отепя | Отепя | Осло | Осло | Осло |
| Очков           | Место           | Инд       | Спр       | Спр       | Пр        | Эст       | Спр        | Эст        | Пр         | Спр  | Пр   | МС   | Спр     | См      | Осм     | Пр      | Спр        | Эст        | Пр         | Инд      | Эст      | МС       | См           | Инд          | Спр          | Пр           | Эст          | МС           | Эст         | Спр         | Пр          | Спр   | МС    | См    | Осм   | Спр  | Пр   | МС   |
| 81              | 50              | 7         | 95        | 31        | 21        | 4         | 41         | 7          | 47         | —    | —    | —    | 62      | —       | —       | —       | —          | —          | —          | 53       | —        | —        | —            | 38           | —            | —            | —            | —            | —           | 43          | 48          | 26    | —     | —     | —     | 63   | —    | —    |

| 2020/2021 Итоги | 2020/2021 Итоги | Контиолахти | Контиолахти | Контиолахти | Контиолахти | Контиолахти | Хохфильцен | Хохфильцен | Хохфильцен | Хохфильцен | Хохфильцен | Хохфильцен | Оберхоф | Оберхоф | Оберхоф | Оберхоф | Оберхоф | Оберхоф | Оберхоф | Антхольц | Антхольц | Антхольц | ЧМ Поклюка | ЧМ Поклюка | ЧМ Поклюка | ЧМ Поклюка | ЧМ Поклюка | ЧМ Поклюка | ЧМ Поклюка | Нове-Место | Нове-Место | Нове-Место | Нове-Место | Нове-Место | Нове-Место | Нове-Место | Эстерсунд | Эстерсунд | Эстерсунд |
| Очков           | Место           | Инд         | Спр         | Спр         | Эст         | Пр          | Спр        | Эст        | Пр         | Спр        | Пр         | МС         | Спр     | Пр      | См      | Сусм    | Спр     | Эст     | МС      | Инд      | МС       | Эст      | См         | Спр        | Пр         | Инд        | Осм        | Эст        | МС         | Эст        | Спр        | Пр         | Спр        | Пр         | Осм        | См         | Спр       | Пр        | МС        |
| 131             | 47              | 59          | 14          | 30          | —           | 39          | 55         | —          | 56         | 69         | —          | —          | —       | —       | —       | —       | —       | —       | —       | —        | —        | —        | —          | —          | —          | —          | —          | —          | —          | —          | —          | —          | —          | —          | —          | —          | 21        | 5         | 10        |

| 2019/2020 Итоги | 2019/2020 Итоги | Эстерсунд | Эстерсунд | Эстерсунд | Эстерсунд | Эстерсунд | Хохфильцен | Хохфильцен | Хохфильцен | Анси | Анси | Анси | Оберхоф | Оберхоф | Оберхоф | Рупольдинг | Рупольдинг | Рупольдинг | Поклюка | Поклюка | Поклюка | Поклюка | ЧМ Антхольц | ЧМ Антхольц | ЧМ Антхольц | ЧМ Антхольц | ЧМ Антхольц | ЧМ Антхольц | ЧМ Антхольц | Нове-Место | Нове-Место | Нове-Место | Контиолахти | Контиолахти | Контиолахти | Контиолахти | Холменколлен | Холменколлен | Холменколлен |
| Очков           | Место           | Сусм      | См        | Спр       | Инд       | Эст       | Спр        | Эст        | Пр         | Спр  | Пр   | МС   | Спр     | Эст     | МС      | Спр        | Эст        | Пр         | Инд     | Сусм    | См      | МС      | См          | Спр         | Пр          | Инд         | Сусм        | Эст         | МС          | Спр        | Эст        | МС         | Спр         | Пр          | Сусм        | См          | Спр          | Пр           | МС           |
| 41              | 68              | —         | —         | 63        | 71        | —         | —          | —          | —          | —    | —    | —    | —       | —       | —       | —          | —          | —          | —       | —       | —       | —       | —           | —           | —           | —           | —           | —           | —           | —          | —          | —          | 26          | 15          | отм         | отм         | отм          | отм          | отм          |

| 2018/19 Итоги | 2018/19 Итоги | Поклюка | Поклюка | Поклюка | Поклюка | Поклюка | Хохфильцен | Хохфильцен | Хохфильцен | Нове-Место | Нове-Место | Нове-Место | Оберхоф | Оберхоф | Оберхоф | Рупольдинг | Рупольдинг | Рупольдинг | Антхольц | Антхольц | Антхольц | Канмор | Канмор | Канмор | Солт-Лейк-Сити | Солт-Лейк-Сити | Солт-Лейк-Сити | Солт-Лейк-Сити | ЧМ Эстерсунд | ЧМ Эстерсунд | ЧМ Эстерсунд | ЧМ Эстерсунд | ЧМ Эстерсунд | ЧМ Эстерсунд | ЧМ Эстерсунд | Холменколлен | Холменколлен | Холменколлен |
| Очков         | Место         | ОСм     | См      | Инд     | Спр     | Пр      | Спр        | Пр         | Эст        | Спр        | Пр         | МС         | Спр     | Пр      | Эст     | Спр        | Эст        | МС         | Спр      | Пр       | МС       | Инд    | Эст    | Спр    | Спр            | Пр             | ОСм            | См             | См           | Спр          | Пр           | Инд          | ОСм          | Эст          | МС           | Спр          | Пр           | МС           |
| 34            | 79            | —       | —       | 84      | 52      | 48      | 37         | DNS        | —          | 43         | 32         | —          | 61      | —       | —       | 52         | —          | —          | —        | —        | —        | 20     | 2      | отм    | 60             | DNS            | —              | —              | —            | —            | —            | —            | —            | —            | —            | 98           | —            | —            |

| 2017/2018 Итоги | 2017/2018 Итоги | Эстерсунд | Эстерсунд | Эстерсунд | Эстерсунд | Эстерсунд | Хохфильцен | Хохфильцен | Хохфильцен | Анси | Анси | Анси | Оберхоф | Оберхоф | Оберхоф | Рупольдинг | Рупольдинг | Рупольдинг | Антхольц | Антхольц | Антхольц | ОИ Пхёнчхан (*) | ОИ Пхёнчхан (*) | ОИ Пхёнчхан (*) | ОИ Пхёнчхан (*) | ОИ Пхёнчхан (*) | ОИ Пхёнчхан (*) | Контиолахти | Контиолахти | Контиолахти | Контиолахти | Холменколлен | Холменколлен | Холменколлен | Тюмень | Тюмень | Тюмень |
| Очков           | Место           | ОСм       | См        | Инд       | Спр       | Пр        | Спр        | Пр         | Эст        | Спр  | Пр   | МС   | Спр     | Пр      | Эст     | Инд        | Эст        | МС         | Спр      | Пр       | МС       | Спр             | Пр              | Инд             | МС              | См              | Эст             | Спр         | ОСм         | См          | МС          | Спр          | Эст          | Пр           | Спр    | Пр     | МС     |
| 0               | —               | —         | —         | —         | —         | —         | —          | —          | —          | —    | —    | —    | 69      | —       | —       | —          | —          | —          | —        | —        | —        | —               | —               | —               | —               | —               | —               | —           | —           | —           | —           | —            | —            | —            | —      | —      | —      |

| В таблице отражены места, занятые спортсменом на гонках биатлонного сезона. Инд — индивидуальная гонка Пр — гонка преследования Спр — спринт МС — масс-старт Эст — эстафета См — смешанная эстафета ОСм — одиночная смешанная эстафета DNS — спортсмен был заявлен, но не стартовал DNF — спортсмен стартовал, но не финишировал LAP — спортсмен по ходу гонки (для гонок преследования и масс-стартов) отстал от лидера более чем на круг и был снят с трассы DSQ — спортсмен дисквалифицирован отм — гонка была отменена — − спортсмен не участвовал в этой гонке |